# Monitorowanie wzorca
Monitorowanie wzorca – ogół czynności mających wykazać, że wzorzec miary zachowuje swoje podstawowe parametry metrologiczne przez cały czas użytkowania przyrządu. Ponieważ nie ma wzorców idealnych zakłada się, że parametry te nie mogą wykraczać poza klasę przyrządu lub określony błąd maksymalny.  
Monitorowanie wzorca wykonuje się zwykle w formie opracowania (np. w postaci wykresu) zawierającego istotne parametry pochodzące z kolejnych świadectw wzorcowania. Takie opracowanie aktualizuje się po każdym kolejnym wzorcowaniu przyrządu. Pozwala ono na analizę charakteru fluktuacji parametrów metrologicznych wzorca. W przypadku, gdy wykres danego parametru ma określoną tendencję (np. wzrostową lub spadkową) można zwykle aproksymować (przewidzieć) zachowanie się tego parametru w przyszłości i uwzględniać tę tendencję przy opracowaniu wyników pomiarowych wykonanych tym przyrządem.
Wyniki z monitorowania wzorca mogą być też dowodem na to, że parametry metrologiczne wzorca są stabilne (nie zmieniają się w istotny sposób) w dłuższym okresie, co pozwala na wydłużenie okresu pomiędzy wzorcowaniami tego przyrządu. Wiąże się to z aspektem ekonomicznym. Wzorcowania wzorców wyższych klas nie są zwykle tanie. Występuje często konieczność transportu wzorca do laboratorium wzorcującego. W czasie podróży przyrząd może być narażony na uszkodzenie, zniszczenie, zagubienie lub nawet kradzież. Wydłużenie okresu pomiędzy wzorcowaniami jest więc uzasadnione nie tylko ekonomicznie ale także bezpieczeństwem wzorca. Tym bardziej, że monitorowanie wzorca jest często czynnością tańszą niż częstsze wzorcowanie danego przyrządu.